# Soyhières
Soyhières (toponimo francese; in tedesco Saugern, desueto) è un comune svizzero di 448 abitanti del Canton Giura, nel distretto di Delémont.

## Storia
Nel 1856 Soyhières inglobò la località di Riedes-Dessus, fino ad allora frazione di Courroux.

## Monumenti e luoghi d'interesse

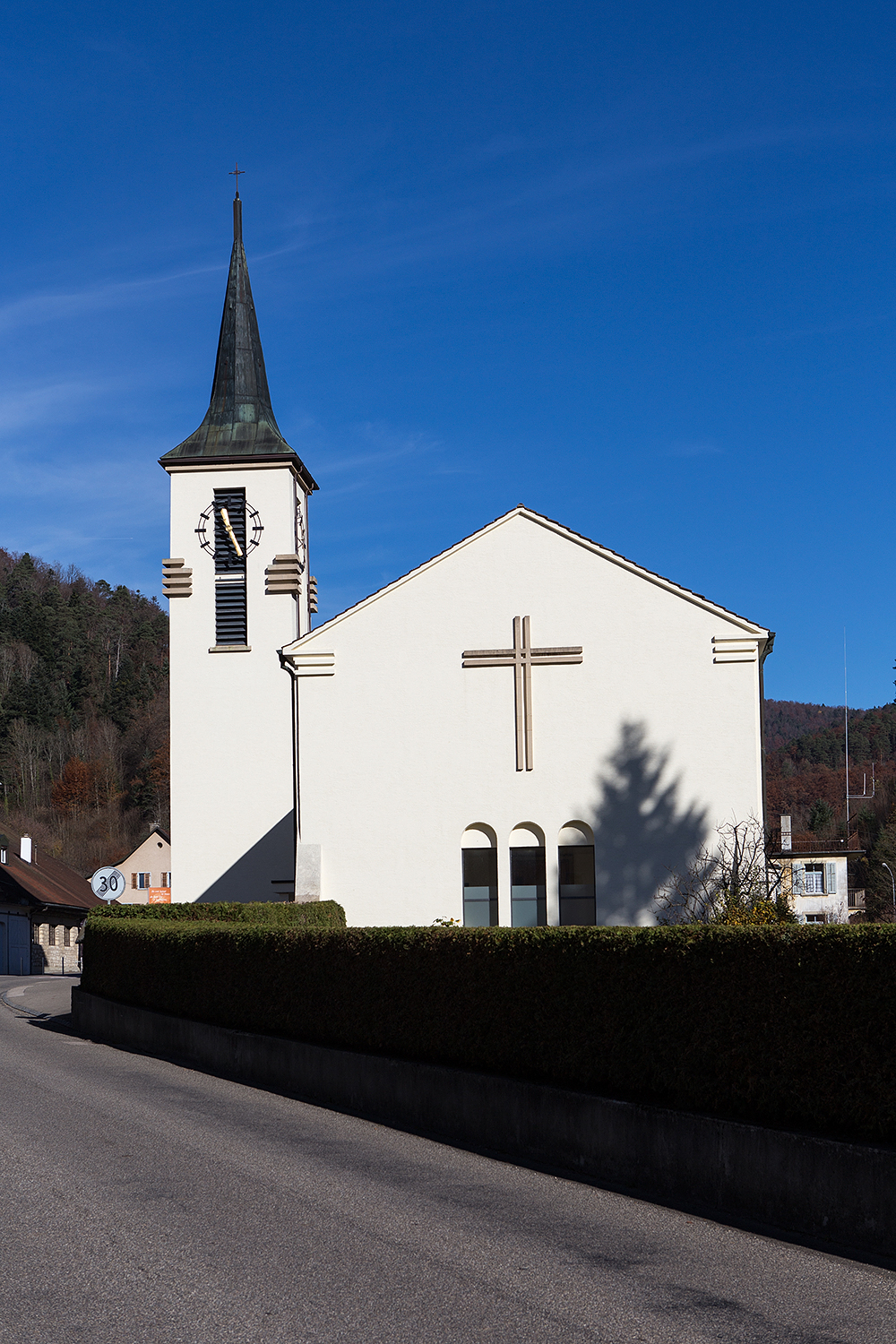
La chiesa di Santo Stefano

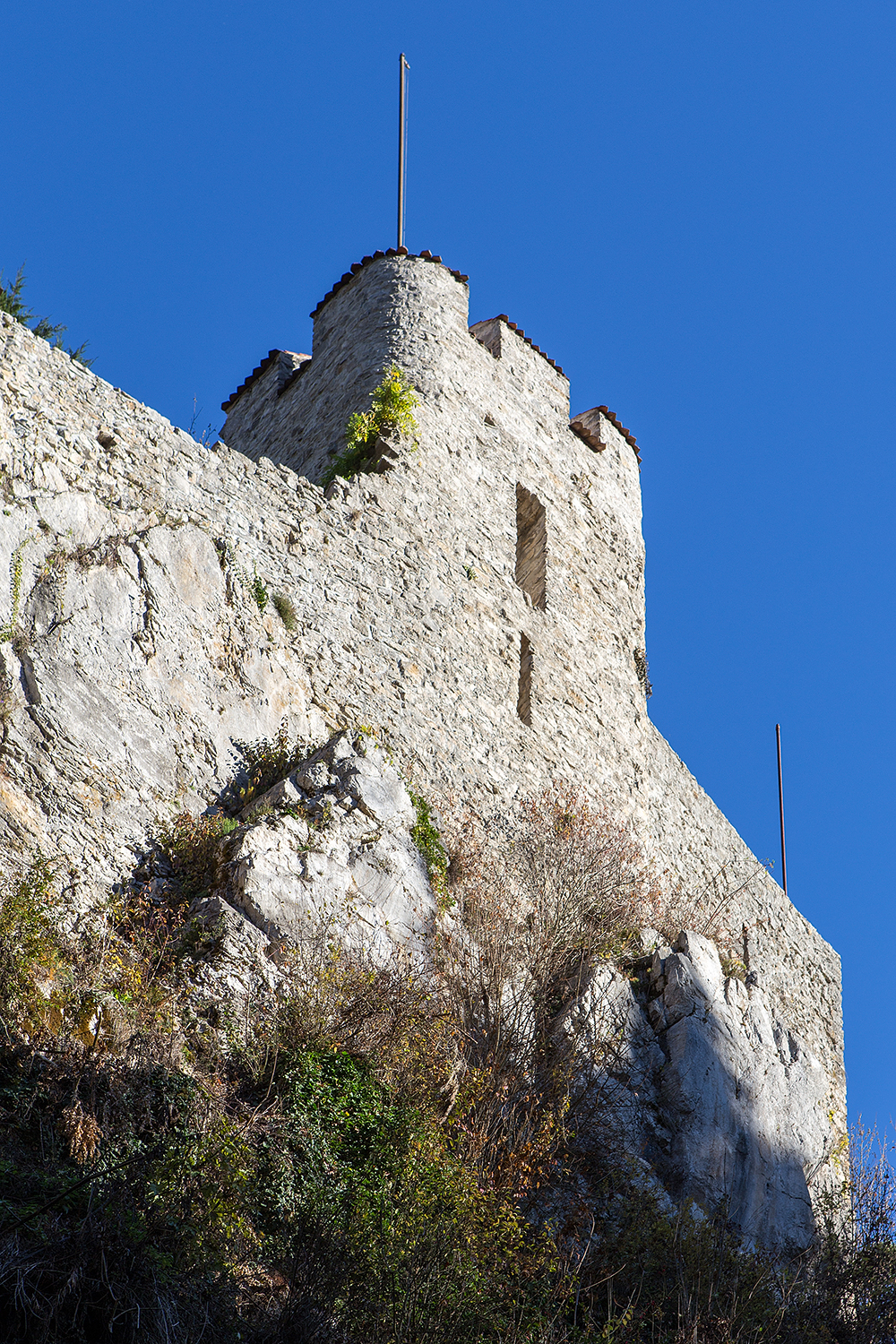
Le rovine del castello di Soyhières

- Chiesa cattolica di Santo Stefano, eretta nel 1715 e ricostruita nel 1936-1938[1];
- Cappella cattolica di Nostra Signora di Lourdes, eretta nel 1827-1828[1];
- Rovine del castello di Soyhières (attualmente nel limotrofo comune di Courroux), eretto nell'XI secolo[1].

## Società

### Evoluzione demografica
L'evoluzione demografica è riportata nella seguente tabella:
Abitanti censiti

## Infrastrutture e trasporti
Soyhières è servito dall'omonima stazione sulla ferrovia Delémont-Basilea.

## Amministrazione
Ogni famiglia originaria del luogo fa parte del cosiddetto comune patriziale e ha la responsabilità della manutenzione di ogni bene ricadente all'interno dei confini del comune; Riedes-Dessus costituisce un comune patriziale autonomo.